# Er-Goetz-liches
Er-Goetz-liches ist ein Episodenfilm nach vier Einaktern von Curt Goetz.

## Handlung
Carl-Heinz Schroth, der in allen vier Teilen die Hauptrolle spielt, führt am Anfang kurz in den Film ein und leitet von einem zum nächsten Teil über, indem er jedes Mal die Tür zur Bühne öffnet, auf der ein Schild den Titel des nächsten Stücks ankündigt.

### Der Hund im Hirn
Ein alter Medizinprofessor vermutet, dass seine schöne junge Gattin ihn mit dem galanten Herrn Tittori betrügt. Als er erfährt, dass sein Hund Hektor den Liebhaber in die Hand gebissen hat, überlistet er ihn: Er behauptet, er habe den Hund wegen einer Tollwuterkrankung einschläfern lassen, und schildert nun dem verängstigten Herrn Tittori die Symptome und den tödlichen Ausgang der Tollwut beim Menschen. Tittori, der vorher noch versicherte, ein Mann müsse die Ehre einer Dame immer verteidigen, gesteht nun die Affäre ein, um vom Professor ein Gegenmittel zu erhalten. Nun kann der Professor offenbaren, dass Hektor lebt und das Ganze ein Trick war, um an Tittoris Geständnis zu kommen. Seiner Frau verzeiht der Professor, da er sie liebt und sie den feigen Tittori enttäuscht verlässt.

### Der Mörder
Zwei Männer sind gemeinsam auf der Jagd, während die Frau des einen mit dem Abendessen auf die beiden wartet. Sie lässt dem Jagdgefährten ihres Mannes Blumen in sein Zimmer bringen, als Zeichen dafür, dass sie einer Affäre mit ihm nicht abgeneigt wäre. Der ebenfalls zum Essen eingeladene Apotheker erzählt ihr schauerliche Geschichten von Männern, die ihre Nebenbuhler auf der Jagd erschossen und es wie einen Unfall aussehen ließen.
Ihr Mann kehrt allein zurück und behauptet, den Gast aus den Augen verloren zu haben. Er habe auf eine Ente geschossen, die auf den Baum zuflog, auf dem der Gast saß, und plötzlich sei der Gast verschwunden gewesen. Die Frau glaubt nun, ihr Mann wäre ihr auf die Schliche gekommen und habe den Jagdgast erschossen. Als sie hört, er habe (angeblich wegen der großen Entfernung) statt mit Schrot mit einer Kugel geschossen, ist sie sich sicher und nennt ihn einen Mörder.
Dann klingelt der Gendarm an der Tür, die Frau gibt alles zu und will die Schuld auf sich nehmen. Ihr Mann geht zur Tür, und in diesem Moment steht der Jagdgast mit der toten Ente am Fenster: Es stellt sich heraus, dass er nur vor Schreck vom Baum gefallen war – und der Gendarm sich nur einen Sack Kartoffeln besorgen wollte.

## Produktion
Der Film ist eine Produktion der Phoenix Film und wurde in den Studios der Berliner Union-Film gedreht. Er wurde im ZDF am 12. Februar 1984 zum ersten Mal ausgestrahlt.

## Rezeption
Der Gong lobt Schroths Wandlungsfähigkeit sowie sein komödiantisches Talent und beschreibt die Dialoge als „Glanzstücke des leicht angestaubten Jahrhundertwende-Humors“.